# Festival OTI da Canção 1974
O Festival da OTI 1974 (em castelhano: Festival OTI de la Canción 1974) foi o terceiro Festival da OTI e teve lugar no dia 26 de outubro de 1974 na cidade mexicana de Acapulco, no Teatro João Ruiz de Alarcom. Os apresentadores foram Raúl Velasco e Lolita Ayala. Nydia Caro, em representação do Porto Ricocom a canção "Hoy canto por cantar", foi a grande vencedora da terceira edição do certame iberoamericano.
Pela primeira vez, uma mulher dirigiu a orquestra do festival, Gee Karlshonn, da parte do Panamá.

## Audiência e impacto
O festival manteve os números de audiência do ano anterior com 200 milhões de espectadores e  México foi, novamente, graças a sua final nacional foi o país onde o número de telespectadores foi maior, a ponto de Acapulco, o anfitrião cidade e todo o país paralisados devido ao enorme interesse que o público demonstrava.
A vitória de Porto Rico no festival foi completamente inesperada e polémica. As letras da música eram contra as populares canções de protesto que enchiam o airplay latino-americano. Essa música criticou as canções de protesto por serem repetitivas e por não oferecerem soluções reais para os problemas que muitos latino-americanos tiveram que sofrer todos os dias.

## Resultados
Ao contrário do ano anterior, em que houve um empate entre duas entradas, o que levou a improvisar um superfinal, este ano a música vencedora ficou conhecida no final do processo de votação.
Nydia Caro, que representou a ilha caribenha de  Porto Rico, com sua canção "Hoy canto por cantar", conseguiu para seu país a primeira vitória com 18 pontos, quatro pontos de diferença com a artista guatemalteca Tania Zea, que ganhou o segundo prêmio.
| #   | País                  | Idioma     | Artista                            | Canção                        | Tradução para português         | Posição | Pontuação |
| --- | --------------------- | ---------- | ---------------------------------- | ----------------------------- | ------------------------------- | ------- | --------- |
| 1º  | República Dominicana  | Castelhano | Charytín Goyco                     | "Alexandra"                   | Alexandra                       | 5º      | 7         |
| 2º  | Espanha               | Castelhano | Lia Uyá                            | "Lapicero de madera"          | Lápis de madeira                | 4º      | 9         |
| 3º  | Bolivia               | Castelhano | Jenny                              | "Los muros"                   | Os muros                        | 14º     | 2         |
| 4º  | Guatemala             | Castelhano | Tania Zea                          | "Yo soy"                      | Eu sou                          | 2º      | 12        |
| 5º  | Uruguai               | Castelhano | María Elisa                        | "La montaña de la vida"       | A montanha da vida              | 7º      | 4         |
| 6º  | Estados Unidos        | Castelhano | Rosita Peru                        | "Pero...mi tierra"            | Mas... minha terra              | 15º     | 1         |
| 7º  | Honduras              | Castelhano | Moisés Canelo                      | "Río viejo, viejo amigo"      | Rio velho, velho amigo          | 10º     | 3         |
| 8º  | Antilhas Neerlandesas | Castelhano | Humberto Nivi                      | "Quédate"                     | Fica                            | 10º     | 3         |
| 9º  | Panamá                | Castelhano | Orlando Morales & Marcos Rodríguez | "La tierra es de todos"       | A terra é de todos              | 15º     | 1         |
| 10º | El Salvador           | Castelhano | Félix López                        | "Todo será de nosotros"       | Tudo será nosso                 | 10º     | 3         |
| 11º | Equador               | Castelhano | Hilda Murillo                      | "Las tres mariposas"          | As três borboletas              | 5º      | 7         |
| 12º | Brasil                | Português  | Agnaldo Rayol                      | "Porquê"                      | Porquê                          | 18º     | 0         |
| 13º | México                | Castelhano | Enrique Cáceres                    | "Quijote"                     | Quixote                         | 10º     | 3         |
| 14º | Chile                 | Castelhano | José Alfredo Fuentes               | "Amor, volveré"               | Amor, eu voltarei               | 7º      | 4         |
| 15º | Nicarágua             | Castelhano | Hernaldo Zúñiga                    | "Gaviota"                     | Gaviota                         | 7º      | 4         |
| 16º | Porto Rico            | Castelhano | Nydia Caro                         | "Hoy canto por cantar"        | Hoje eu canto para cantar       | 1º      | 18        |
| 17º | Peru                  | Castelhano | César Altamirano                   | "Mujer primera"               | Mulher primeira                 | 18º     | 0         |
| 18º | Colômbia              | Castelhano | Isadora                            | "Porque soy la mujer, esperé" | Porque eu sou a mulher, esperei | 15º     | 1         |
| 19º | Venezuela             | Castelhano | José Luis Rodríguez                | "Vuelve"                      | Volta                           | 3º      | 11        |